# Le Ham (Mayenne)
Ham – miejscowość i gmina we Francji, w regionie Kraj Loary, w departamencie Mayenne.
Według danych na rok 1990 gminę zamieszkiwały 422 osoby, a gęstość zaludnienia wynosiła 17 osób/km² (wśród 1504 gmin Kraju Loary Ham plasuje się na 891. miejscu pod względem liczby ludności, natomiast pod względem powierzchni na miejscu 402.).